# Trevor Penning
Trevor Penning (geboren am 15. Mai 1999 in Clear Lake, Iowa) ist ein US-amerikanischer American-Football-Spieler auf der Position des Offensive Tackles. Er spielt für die New Orleans Saints in der National Football League (NFL). Zuvor spielte er College Football für die Northern Iowa Panthers in der NCAA Division I Football Championship Subdivision (FCS) und wurde im NFL Draft 2022 wurde er in der ersten Runde von den New Orleans Saints ausgewählt.

## Frühe Jahre und College
Penning besuchte die Newman Catholic High School in Mason City, Iowa. Dort spielte er American Football als Tight End und Defensive End, Basketball und war in der Leichtathletik aktiv. Nach der Highschool wurde Penning nur von wenigen Colleges rekrutiert und bekam kein Angebot aus der FBS, sodass er sich entschied, College Football für die Northern Iowa Panthers der University of Northern Iowa in der NCAA Division I Football Championship Subdivision (FCS) zu spielen.
In seiner ersten Saison nahm Penning ein Redshirt, um sich auf seine neue Position des Offensive Tackles vorzubereiten. 2018 spielte er in vier Spielen als Backup, in der Saison 2019 wurde er zum Starter ernannt und startete in allen 15 Spielen. Aufgrund der COVID-19-Pandemie wurde die Saison 2020 in das Frühjahr des Jahres 2021 verlegt, in der Saison startete er in sechs Spielen. Vor der Saison 2021 galt er als einer besten Spieler in der FCS und in der Saison konnte er überzeugen. Dort stach er besonders mit seinem starken Blocking im Laufspiel hervor, zusätzlich ließ er nur einen Sack zu. Dafür wurde er in das First-Team All-MVFC gewählt und als FCS All-American ausgezeichnet, zudem war ein Finalist für den Walter Payton Award. Nach der Saison nahm er in Vorbereitung auf den NFL Draft am Senior Bowl und NFL Combine teil. Beim NFL Combine konnte er mit sehr starken Testergebnissen auf sich aufmerksam machen, jedoch offenbarte er einige Schwächen beim Senior Bowl gegen die Konkurrenz aus der FBS.

## NFL
Penning wurde mit dem 19. Pick in der ersten Runde im NFL Draft 2022 von den New Orleans Saints ausgewählt. Dort soll er der Nachfolger von Terron Armstead auf Left Tackle werden, welcher das Team nach dem Auslaufen seines Vertrages verließ.
Im letzten der Spiel der Preseason zog er sich eine Fußverletzung zu und wurde vor der Saison am 1. September auf die Injured Reserve List gesetzt. Am 26. November wurde er von dieser aktiviert, bei der 0:13-Niederlage gegen die San Francisco 49ers gab er sein NFL-Debüt.